# Odczynnik maskujący
Odczynnik maskujący – substancja chemiczna reagująca z jonami przeszkadzającymi w analizie chemicznej. Działanie takiej substancji polega na wyłączeniu danego jonu z reakcji, jaką następnie przeprowadza się bez usunięcia go z próbki.
Przykładem maskowania jest dodawanie kwasu szczawiowego do próbki zawierającej jony Sn2+ i Sb3+, kwas kompleksuje jony cyny i umożliwia wytrącenie tylko siarczku antymonu. Innym przykładem jest dodanie fluorków do roztworu zawierającego jony Fe3+ i Co2+, fluorki wiążą w kompleks jon żelaza, co uniemożliwia reakcje z jonem tiocyjanianowym, który następnie jest wprowadzany do roztworu (reakcja Vogla). Innymi odczynnikami maskującymi mogą być tiosiarczany czy EDTA.